# شهرک گرین لیسی
شهرک گرین لیسی (به لاتین: Green Lisi Town) یک منطقهٔ مسکونی در گرجستان است.